# Gare de Miyajimaguchi
La gare de Miyajimaguchi (宮島口駅, Miyajimaguchi-eki) est une gare ferroviaire de la ville de Hatsukaichi, dans la préfecture d'Hiroshima au Japon. Elle est située dans le quartier de Miyajimaguchi et permet l'accès au ferry menant à Miyajima. La gare est exploitée par la compagnie JR West.

## Situation ferroviaire
La gare de Miyajimaguchi est située au point kilométrique (PK) 326,5 de la ligne principale Sanyō.

## Histoire
La gare a été inaugurée le 25 septembre 1897.

## Service des voyageurs

### Accueil
La gare dispose d'un bâtiment voyageurs ouvert tous les jours, avec des guichets et des automates pour l'achat de titres de transport.

### Desserte
- Ligne principale Sanyō :
  - voie 1 : direction Iwakuni et Tokuyama
  - voies 3 et 4 : direction Hiroshima

### Intermodalité
L'arrêt Hiroden-miyajima-guchi, terminus de la ligne 2 du tramway d'Hiroshima, est situé à proximité de la gare.
Le port d'où partent les bateaux pour Miyajima est situé à 200 m à l'est de la gare.